# Mathilde de Courtenay
Mathilde de Courtenay, ou Mahaut de Courtenay (° ~1188 - † 1257), est comtesse de Nevers, d'Auxerre et de Tonnerre de 1219 à 1257. Fille unique de Pierre II de Courtenay et d'Agnès de Nevers première femme de celui-ci, issue de la maison capétienne de Courtenay, elle a été mariée à Hervé de Donzy, puis à Guigues IV de Forez.

## Biographie
Par son mariage avec Agnès de Nevers, son père Pierre II de Courtenay, cousin du roi Philippe II Auguste, devient en 1184 comte de Nevers, d'Auxerre et de Tonnerre.
En 1199, le comte doit faire face à la révolte d'un vassal, Hervé seigneur de Donzy. Il est battu et fait prisonnier. Pour recouvrer la liberté, il doit donner sa fille Mathilde en mariage à Hervé de Donzy et lui céder le comté de Nevers. Ses comtés d'Auxerre et de Tonnerre, qu'il ne conserve qu'à titre viager, reviennent à sa mort en 1219 à Mathilde, son unique héritière.
En 1209, Hervé IV de Donzy et Mathilde de Courtenay fondent la chartreuse de Bellary et l'abbaye Notre-Dame de l'Épeau en 1211, soit respectivement quatre ans et un an avant d'obtenir l'accord du pape à l'enquête diligentée en vue de l'autorisation de leur mariage, commencée en 1205 et accordée seulement en 1212. Ils dotent richement leurs établissements religieux.
Veuve d'Hervé de Donzy en 1222, elle épouse en secondes noces Guigues IV, comte de Forez, en 1226.
Très populaire en raison de ses libéralités, elle signe le 15 août 1223 à son château de Druyes une charte d'affranchissement aux députés envoyés par Auxerre. Cette charte, qui accorde des libertés et franchises aux habitants d'Auxerre et marque la naissance de leur commune, confirme celle octroyée par son père le comte Pierre de Courtenay en 1188. Elle fonde l'abbaye Notre-Dame du Réconfort de Saizy pour des moniales cisterciennes en 1235 et augmente sa dotation en 1244.
En 1257, elle confirme au château de Druyes, dans lequel elle réside fréquemment, les biens de l'abbaye de Reigny. Cette même année, elle échange son moulin de Pont-Cizeau aux religieux de l'Abbaye Saint-Martin de Nevers, contre une rente de 100 sous.
Elle décède le 29 juillet 1257 au château de Coulanges-sur-Yonne, et est enterrée dans l'abbaye Notre-Dame du Réconfort de Saizy près de Monceaux-le-Comte (actuelle Nièvre). Son arrière-petite-fille Mathilde de Bourbon lui succède comme comtesse de Nevers, Auxerre et Tonnerre.

## Mariage et enfants
De son premier mariage avec Hervé IV de Donzy, elle a :
- Guillaume, mort entre 1207 et 1214, fiancé à Béatrice de Viennois[2] ;
- Agnès II, dite Agnès de Donzy († 1225/26), mariée en 1221 à Guy de Châtillon, comte de Saint-Pol[2],[4].

## Titres, propriétés
- La Tresche à Bagneaux - une maison de campagne qu'ils donneront aux moines de l'Ordre du Val-des-Choux pour fonder le prieuré de l'Épeau.

## Iconographie
- Statue en calcaire taillé : Femme couronnée, portant un collier et une ceinture de perles, assise sur un siège à dossier. Une tour est posée sur son genou droit. Le socle de la statue est orné d'un écu en relief, armorié, surmonté d'une crosse abbatiale. Œuvre du XVIe siècle, retrouvée en 1878 parmi les décombres de l'église et des anciens bâtiments de l'abbaye du Réconfort. Propriété privée (inv. général de 1994). Dimensions totales (haut. x larg. x prof.) : 102 × 39,5 × 29 cm ; la tour mesure 29,5 × 12 × 10 cm ; l'écu mesure 16,5 × 15 cm.